# Chelonoidis phantasticus
La tortuga gigante de Fernandina (Chelonoidis phantasticus) es una especie de tortuga de la familia Testudinidae, endémica de una de las islas que componen el archipiélago de las islas Galápagos, perteneciente a Ecuador. Aunque se creía extinta desde el año 1906, en 2019 se descubrió un ejemplar en su isla de origen. Integra el complejo de especies denominado Complejo Chelonoidis nigra.

## Distribución
Es una especie endémica de la isla Fernandina, en el archipiélago de las islas Galápagos.

## Taxonomía
Esta especie integra, junto a los otros taxones, el complejo Chelonoidis nigra el que incluye a todas las especies de tortugas nativas de las islas Galápagos. Anteriormente, este taxón y los demás del complejo, eran considerados subespecies de Chelonoidis nigra, pero nuevos estudios permitieron separarlos como especies plenas.

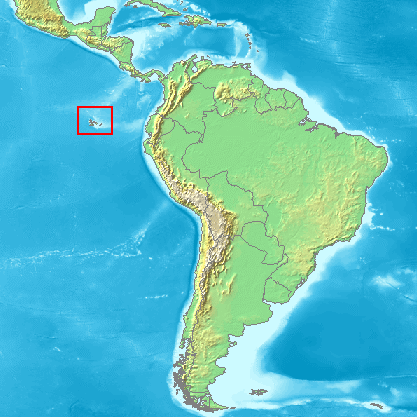
Ubicación del archipiélago de las Galápagos.

## Hábitat
La isla Fernandina tiene una superficie de 64 200 ha. Su punto más alto se eleva a 1494 m s. n. m.. Es la más reciente, la más occidental, y la tercera más grande de las islas del archipiélago. De todo el archipiélago, Fernandina es la isla que ha mantenido su ecosistema de manera más primitiva, el área restante es ocupada por asentamientos humanos que ya existían al tiempo de la declaratoria, los que poseen 25 000 habitantes.
Uno de los volcanes más activos del mundo se encuentra en esta isla; con diversos tipos de flujos de lava ardiente que descienden por sus laderas, los que en algunos casos llegan hasta el mar. También se encuentran áreas de manglares.

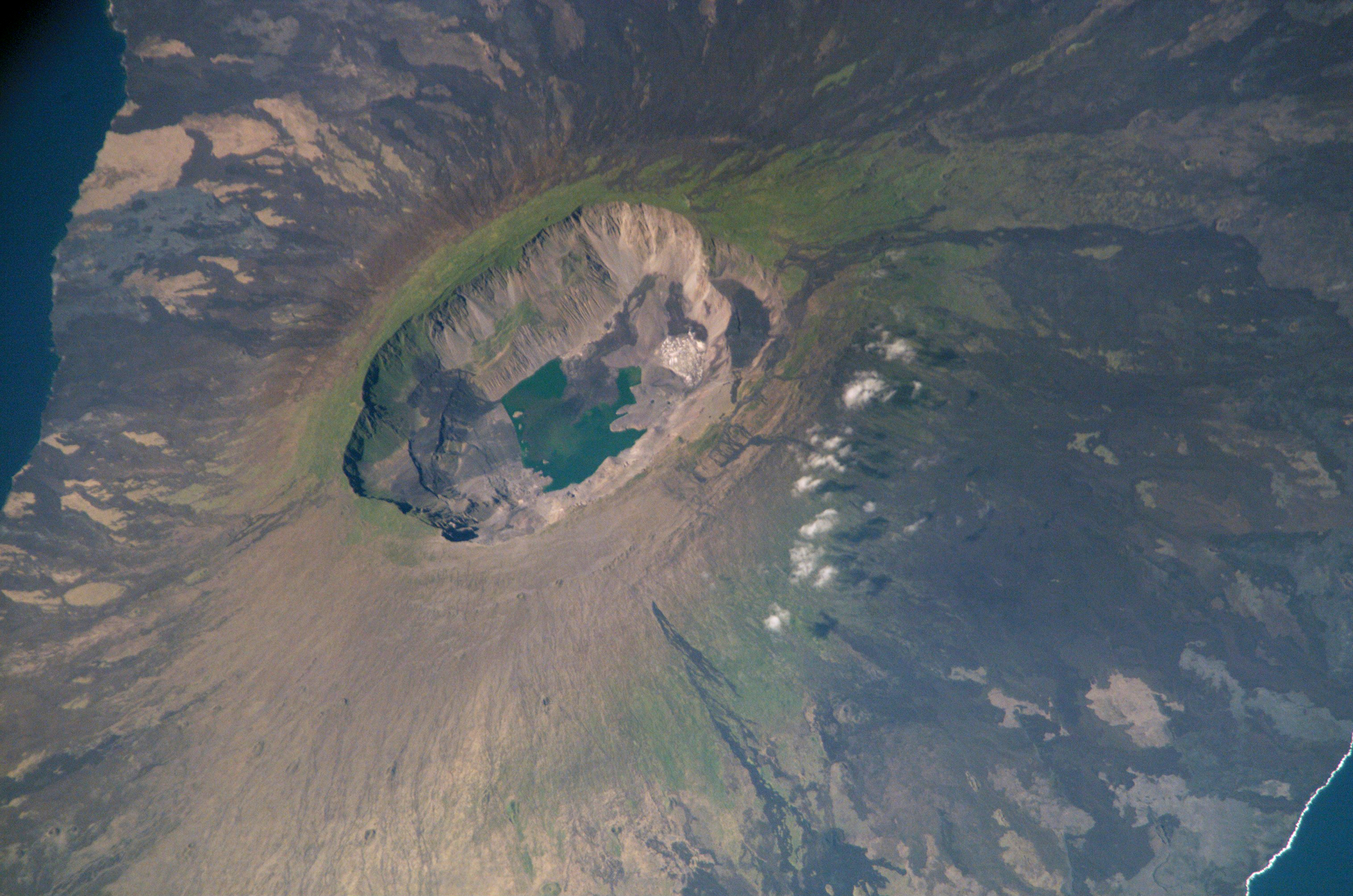
El hábitat donde vive esta especie, redescubierta en 2019 se creía extinta hace 100 años.

## Alimentación
Se alimenta posiblemente de frutos silvestres, gramíneas, y cactáceas.

## Publicación original
- Van Denburgh, 1907 : Expedition of the California Academy of Sciences to the Galapagos Islands, 1905–1906. I. Preliminary descriptions of four new races of gigantic land tortoises from the Galapagos Islands. Proceedings of the California Academy of Sciences, ser. 4, vol. 1, pp. 1-6.

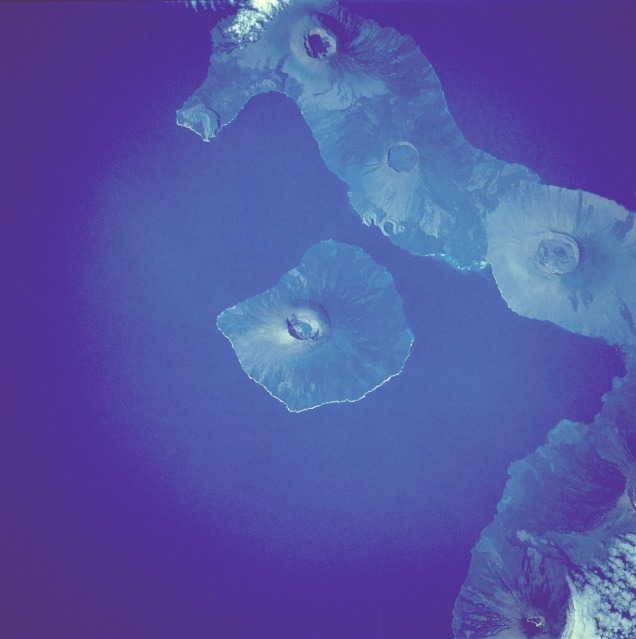
La isla Fernandina, en el centro de la fotografía.

## Etimología
El nombre de la especie alude a la palabra fantástica, por lo enigmático que resultó dicho taxón.

## Población sobreviviente y conservación
Aunque para la IUCN es una especie «Extinta», ya que en el año 1906 esta especie se dio a conocer por un solitario ejemplar macho encontrado (y muerto) por miembros de la expedición de la Academia de Ciencias de San Francisco. Si bien hubo un descubrimiento de excrementos de tortuga en el año 1964, ninguna otra tortuga o incluso sus restos se habían encontrado en Fernandina, hasta el 19 de febrero de 2019, cuando una expedición con especialistas del parque nacional Galápagos y la organización no gubernamental Galápagos Conservancy localizaron un espécimen (hembra adulta).